# Chorisepalum carnosum
Chorisepalum carnosum är en gentianaväxtart som beskrevs av Joseph Andorfer Ewan. Chorisepalum carnosum ingår i släktet Chorisepalum och familjen gentianaväxter. Inga underarter finns listade i Catalogue of Life.